# Taiga e tundra alpina finno-scandinava
La taiga e tundra alpina finno-scandinava è una ecoregione globale che fa parte della lista Global 200 delle ecoregioni prioritarie per la conservazione definita dal WWF.. Appartiene al bioma della Tundra della regione paleartica. Interessa l'estremo nord-est dell'Europa. Lo stato di conservazione è considerato vulnerabile.

## Territorio
La regione si estende per circa 302.000 km² nelle zone montane della penisola scandinava e nella parte nord della penisola di Kola.

### Stati
L'ecoregione interessa 4 stati:
- Finlandia,
- Norvegia,
- Russia,
- Svezia

### Ecoregioni
La Taiga e tundra alpina finno-scandinava è composte da 2 ecoregioni terrestri:
- PA1106 - Tundra della penisola di Kola
- PA1110 - Praterie e foreste montane di betulle scandinave

## Flora
Le piante significative della regione sono: Rhododendron lapponicum, Lotus corniculatus, Gentiana purpurea, Papaver radicatum, Artemisia norvegica e la felce dei faggi (Dryopteris phegopteris)

## Fauna
Le specie più diffuse fra i mammiferi sono: la lince (Lynx lynx), la volpe rossa (Vulpes vulpes), la renna (Rangifer tarandus), l'orso bruno (Ursus arctos) e il bue muschiato (Ovibos moschatus). Tra gli uccelli troviamo il piviere dorato (Pluvialis apricaria), lo zigolo di Lapponia (Calcarius lapponicus), l'orchetto marino (Melanitta nigra), e la poiana calzata (Buteo lagopus). Nei laghi della regione si trovano abbondanti popolazioni di salmerino alpino (Salvelinus alpinus).

## Conservazione

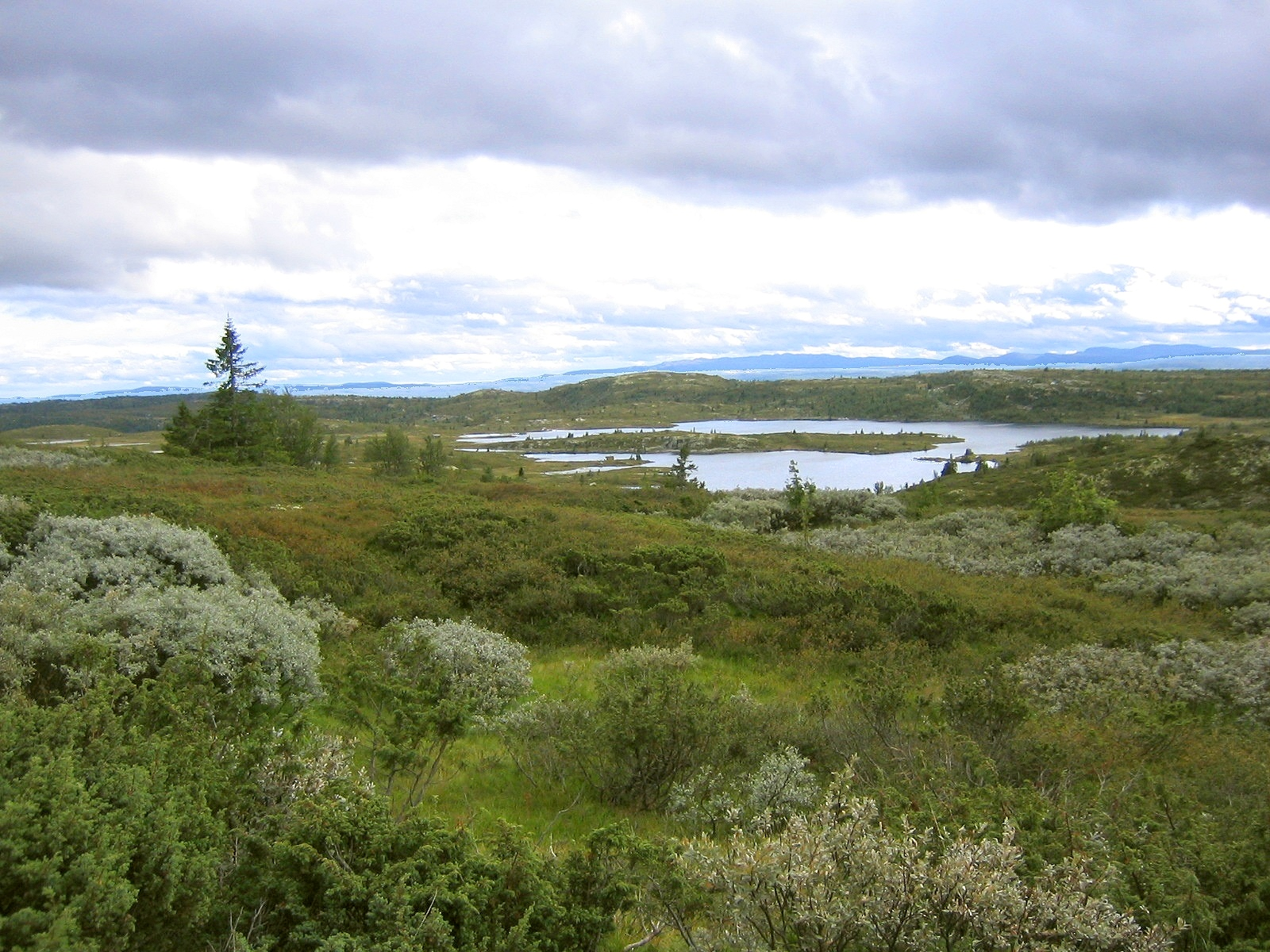
Panorama presso il Peer Gynt Vegen, un percorso turistico lungo 60 km situato nella Norvegia meridionale

Lo stato di conservazione dell'area è definito vulnerabile.
Le principali minacce per questa regione derivano dalle estrazioni di petrolio, disboscamento selvaggio, pascolo eccessivo e turismo non regolato. Il fallout radioattivo derivante dal disastro di Černobyl' mostra ancora tracce nei licheni. Nell'area sono presenti un elevato numero di aree protette che sono collegate fra loro attraverso i confini internazionali, inoltre la relativa inaccessibilità dei luoghi offre una protezione naturale a piante e animali.